# Tamer Kaptan
Tamer Kaptan (* 25. Mai 1938 in Istanbul; † 22. Februar 2003 ebenda) war ein türkischer Fußballtorhüter und -trainer. Obwohl er für Galatasaray Istanbul nie als Spieler tätig war, wird er durch seine Trainertätigkeiten für diesen Verein mit diesem Verein assoziiert.

## Spielerkarriere

### Verein
Die Spielerkarriere von Kaptan ist nur teilweise bekannt. Dokumentiert ist, dass er ab dem Sommer 1956 Teil des Kaders vom Istanbuler Verein Emniyet SK wurde und hier eine Spielzeit lang aktiv war. Bis zu diesem Zeitpunkt hatte in der Türkei keine nationale Liga existiert, sondern nur regionale Ligen in den größeren Ballungszentren, von welchen İstanbul Profesyonel Ligi (dt.: Istanbuler Profiliga) die renommierteste gewesen war. Emniyet spielte als Istanbuler Mannschaft in der Istanbuler Profiliga und zählte zu den alteingesessenen Teams dieser Liga. Kaptan kam in seiner ersten Spielzeit auf 13 Spielsätzen. In seiner ersten Saison wurde er auch für die türkische U-18-Nationalmannschaft entdeckt. In seiner ersten Saison wurde auch Kaptan zu einem der fairsten Spieler der abgelaufenen Saison gekürt.
Für ihn interessierten sich mehrere große Vereine der Liga. Beşiktaş Istanbul reagierte am schnellsten und verpflichtete den Jungtorhüter zum Sommer 1957. Bei diesem Verein gelang es Kaptan nicht sich gegen die beiden anderen Torhüter Varol Ürkmez und Oktay Sertel durchzusetzen. Stattdessen befand er sich als 3. Torhüter im Kader der Profis und spielte ausschließlich für die Jugendmannschaft des Vereins. Lediglich in einigen Testspielen absolvierte Kaptan seine einzigen Einsätze für die Profimannschaft. In diesen Spielen erhielt er von der Fachpresse überwiegend sehr negative Kritik.
Ohne en Pflichtspiel für Beşiktaş absolviert zu haben, wechselte Kaptan im Sommer 1958 zum Ligarivalen Karagümrük SK. Bei diesem Verein hatten sich mehrere Mäzen in den Vorstand wählen lassen und versuchten den Verein neben den drei großen Istanbuler Klubs Beşiktaş, Fenerbahçe und Galatasaray zum vierten großen Klub aufzubauen. Zu diesem Zweck sorgten sie durch Investitionen dafür, dass der Verein im Sommer 1958 von İstanbul İkinci Küme (dt.: Zweite Istanbuler Liga) in die İstanbul Profesyonel Ligi aufstieg. Nach dem Aufstieg wurde erneut in die Mannschaft investiert, so wurde mit Kadri Aytaç der damals gefragteste Offensiv-Allrounder im türkischen Fußball verpflichtet und für diesen Spieler die damalige türkische Rekordablösesumme an Galatasaray gezahlt. Um Aytaç und die weiteren Nationalspieler wie Fahrettin Cansever, Tarık Kutver und Aydın Yelken herum verpflichtete die Vereinsführung auch junge Spieler wie Kaptan. Bei seinem neuen Verein erkämpfte er sich auf Anhieb den Stammtorhüterposten. Dank dieser gut aufgestellten Truppe gelang es dem Aufsteiger, sich im oberen Tabellendrittel festzusetzen und lange Zeit um die Meisterschaft mitzuspielen. Zum Saisonende verlor das Team den Anschluss und beendete die Saison auf dem dritten Tabellenplatz.
Ab Frühjahr 1959 nahm Kaptan mit Karamgümrük an der neugegründeten und landesweit ausgelegten Millî Lig (der heutigen Süper Lig) teil. Bis zu diesem Zeitpunkt hatte in der Türkei keine nationale Liga existiert, sondern nur regionale Ligen in den größeren Ballungszentren, von welchen İstanbul Profesyonel Ligi (dt.: Istanbuler Profiliga) die renommierteste gewesen war. Die erste Spielzeit der Millî Lig wurde von Februar 1959 bis Juni 1959 ausgespielt und endete mit einem Sieg von Fenerbahçe Istanbul. Karagümrük belegte weit abgeschlagen einen mittleren Tabellenplatz.
Für Karagümrük spielte Kaptan bis zum Sommer 1961 und wechselte dann innerhalb der Liga zum Aufsteiger und Stadtrivalen Yeşildirek SK. Bei diesem Verein verweilte er nur eine Saison und heuerte anschließend bei Kasımpaşa Istanbul an. Bei diesem Verein konnte er sich gegenüber dem Stammtorhüter Özkay Kurtaran nicht durchsetzten und absolvierte deshalb bis zum Saisonende nur vier Ligaspiele. In der darauffolgenden Spielzeit eroberte er sich zum Saisonstart den Stammtorhüterposten, verlor ihn aber im Saisonverlauf wieder an Kurtaran und kam zum Saisonende auf elf Ligaspiele. Seine Mannschaft verpasste den Klassenerhalt und stieg zum Sommer 1964 in die erst im vorherigen Jahr neu gegründete zweithöchste türkische Spielklasse, in die Türkiye 2. Futbol Ligi, ab. Da Kurtaran nach dem Abstieg den Verein verließ, stieg Kaptan automatisch zum Stammtorhüter auf, verlor aber übergangsweise an den Ersatzkeeper Doğan Erkaya. Für Kasımpaşa spielte er noch bis zum Sommer 1966 und beendete bei diesem Verein durch seinen Wechsel ins Trainerfach seine Spielerlaufbahn.

### Nationalmannschaft
Kaptan absolvierte 1979 ein Spiel für die türkische U-18-Nationalmannschaft. Hier saß er als Ersatz für den als Stammtorhüter gesetzten Özcan Arkoç auf der Ersatzbank und absolvierte kein Spiel.

## Trainerkarriere
Im Anschluss an seine Fußballspielerkarriere übernahm er seinen letzten Vereine Kasımpaşa Istanbul als Cheftrainer und trainierte uhn bis zum Jahr 1968 zweites Mal. Zwischenzeitlich wurde 1967 wurde er durch einen anderen Trainer ersetzt.
Im Januar 1968 war er bei Galatasaray Istanbul als Co-Trainer im Gespräch. Im Jahr 1968 entschied der türkische Fußballverband in den türkischen Fußballligen fortan nur Trainer mit einer Trainerlizenz zuzulassen. Nach diesen Entwicklungen besuchte Kaptan mehrere Trainerseminare um die notwendige Trainerlizenz zu erlangen. Galatasaray erklärte währenddessen, dass Kaptan nach dem Erlangen seiner Trainerlizenz die B-Elf des Vereins übernehmen werden.
Im August 1971 übernahm er seinen ehemaligen Verein Karagümrük SK als Cheftrainer und trainierte ihn eine Spielzeit lang.
Zur Saison 1972/73 wurde er bei Galatasaray Istanbul als Co-Trainer eingestellt und assistierte hier dem englischen Cheftrainer Brian Birch. Hier kümmerte er sich neben seiner Tätigkeit as Co-Trainer auch um den Neueinkauf von Spielern, trainierte die Mannschaft im vorsaisonlichen Vorbereitungscamps, kümmerte sich um die Organisation der Nachwuchsabteilung und betreute lange Zeit die Mannschaft während der Pflichtspiele. Die Gründer dafür waren das der Cheftrainer Birch erst unmittelbar kurz vor der Saison aus England zurückkehrte. Ferner erteilte der türkische Fußballverband Birch eine Trainersperre, weshalb er während der Spiele nicht offiziell die Mannschaft betreuen konnte und Kaptan als dessen Ersatz diente. gegen götepe. Galatasaray beendete die 1. Lig 1972/73 als Meister und Türkischer Fußballpokalsieger und erreichte somit das türkische Double. Mit dieser Meisterschaft wurde Galatasaray das dritte Mal in Folge türkische Meister und erreichte als erste Mannschaft diese Serie. Kaptan war als Co-Trainer mit erweitertem Aufgabenbereich an diesem Erfolg beteiligt. Zur Saison 1973/74 wurde seine weitere Tätigkeit bei Galatasaray als Co-Trainer bestätigt. Unmittelbar nach dem Abpfiff der Partie vom 12. Februar 1974 gegen Boluspor geriet Kaptan in ein Handgemenge und wurde von der Polizei festgenommen. Nach dieser Festnahme suspendierte ihn Galatasaray vorläufig. Später wurde er freigesprochen und nahm wieder seine Tätigkeit bei Galatasaray wieder auf. Nachdem mit Birch die Titelverteidigung zum Sommer 1974 misslang suchte der Verein für die kommende Saison einen neuen Trainer. Bis zur Vorstellung des neuen Trainers Peter Mansell übernahm Kaptan interimsweise das Amt des Cheftrainers und wurde nach Amtsantritt Mansells wieder den Co-Trainer. Am Ende der Saison 1974/75 wurde schließlich Kaptan bei Galatasaray entlassen.
Zur anstehenden Saison übernahm Kaptan dann den Erstligisten Giresunspor. Mit diesem Verein beendete er die Saison auf dem sechsten Tabellenplatz und erreichte damit die beste Erstligaplatzierung der Vereinsgeschichte, Trotz der erfolgreichen Saison bei Giresunspor wechselte er zur neuen Saison zum Zweitligisten Vefa Istanbul. Diesen Verein betreute er dann etwa eineinhalb Jahre lang und erklärte dann im November 1977 seinen Rücktritt.
Zur Saison 1978/79 übernahm Kaptan des Zweitligisten Kayserispor. Da er mit diesem Verein die Winterpause souverän die Herbstmeisterschaft erreichte, wurde er von der Tageszeitung Milliyet zum Trainer der Hinrunde gewählt. Zum Saisonende führte er seine Mannschaft zum Playoffsieg der Zweitligasaison 1978/79 und damit zum Aufstieg in die 1. Lig. Nach dem Aufstieg betreute er weiterhin Kayserispor.
Nach dem 7. Spieltag trat er von seinem Amt bei Kayserispor zurück und übernahm bei Galatasaray das Amt des Co-Trainers und assistiert dem Cheftrainer Turgay Şeren. Kayserispor erklärte daraufhin erst, dass Kaptan keine Freigabe erhalten werde. Ausschlaggebend an seiner Verpflichtung bei Galatasaray war auch der Umstand das zum Zeitpunkt seiner Verpflichtung Ungewissheit darüber bestand ob der national Fußballverband Şeren eine Trainergenehmigung erteilen wird. Nach der Verpflichtung Kaptans bestätigte der Verband Şeren als Trainer. Wenige Tage nach Kaptans Verpflichtung erklärte Kayserispor auch die Freigabe. Nachdem Şeren die Mannschaft nicht auf die Erfolgsspur zurückführen konnte und die Mannschaft zum ersten Mal in seine Erstligageschichte mit dem Abstieg konfrontiert war, erklärte Seren seinen Rücktritt. Nach dem Rücktritt wurde Şeren zur weiterarbeitet überredet. Da Şeren der vorzeitige Klassenerhalt nicht gelang, trat er drei Spieltage vor Saisonende zurück. Dadurch übernahm Kaptan interimsweise die Mannschaft. Ein Tag nach dem Rücktritts Şerens verhandelt Galatasaray mit Brian Birch, fand aber mit diesem keine Einigung. Deshalb betreute Kaptan in der schwierigsten Zeit der bisherigen Vereinsgeschichte als einziger Verantwortlicher die Mannschaft. Kaptan erzielte mit seinem Team erst einen 3:0-Sieg gegen Bursaspor und dann ein 1:1-Unentschieden gegen Orduspor. Währenddessen arbeitete die Vereinsführung an der Planung der nächsten Saison und einigte sich dafür mit Birch. Kaptan erklärte daraufhin vor dem letzten Spieltag, dass er nächste Saison nicht bei Galatasaray arbeiten werde, sollte der Klub Birch für die kommende Spielzeit verpflichten. Nach diesen zusätzlichen Belastungen sicherte Kaptan mit seiner Mannschaft erst durch einen 3:0-Sieg am letzten Spieltag gegen Çaykur Rizespor den Klassenerhalt. Kaptan erhielt nach dem erreichten Klassenerhalt von der Fachpresse sehr gute Kritiken. Neben dem Klassenkampf in der Liga erreichte er mit der Mannschaft das Finale des Türkischen Fußballpokals. Im Finale unterlag Galatasaray aner Altay Izmir. Anschließend unterlag er mit Galatasaray noch im Başbakanlık Kupası dem Erzrivalen Fenerbahçe Istanbul. Trotz seiner vorherigen Aussage erklärte sich Kaptan doch bereit in der nächsten Saison als Co-Trainer zu arbeiten und dabei Birch zu assistieren. Mit Birch trainierte er Galatasaray bis Saisonende und beendete die Saison mit der Mannschaft als Dritter. Für die nächste Saison blieb Birch zwar Cheftrainer, jedoch konnte mit Kaptan keine Einigung gefunden werden.
Nach dem Abschied von Galatasaray startete Kaptan in die neue Saison ohne Beschäftigung. Nach dem 3. Spieltag ersetzte er dann beim Erstligisten Gaziantepspor den alten Trainer Halil Güngördü. Diesen Verein trainierte er bis zum März 1982 und verließ dann den verein, nachdem er mit diesem in die Abstiegszone gerutscht war.
Im August 1983 übernahm Kaptan den Zweitligisten Altınordu Izmir und betreute diesen eine Saison lang. Die Saison beendete er mit seinem Verein auf dem dritten Tabellenplatz.
Für die Spielzeit 1984/85 kam er beim Erstligisten Gençlerbirliği Ankara als Cheftrainer ins Gespräch. Im Juni 1984 wurde seine Verpflichtung bei diesem Verein dann bekanntgegeben. Nachdem seine Mannschaft am 1. Spieltag der Saison mit 0:3 Altay Izmir unterlag, trennte er sich nach einem Gespräch mit dem İlhan Cavcav einvernehmlich.
Im Februar 1985 übernahm er beim Zweitligisten Tarsus İdman Yurdu Erkutspor. Mit diesem Verein spielte lange Zeit um die Meister der Liga, verlor aber in den letzten Spieltagen wichtige Punkte und wurde mit drei Punkten unterschied zum Tabellenersten Vierter. In die nächste Saison startete er weiterhin als Trainer von Tarsus İY. In der Zweitligasaison 1985/86 lieferte seine Mannschaft sich mit Boluspor lang ein Kopf-an-Kopf-Rennen mit Boluspor und beendete die Saison punktgleich zu diesem auf dem zweiten Tabellenplatz. Zwar hatte Tarsus İY mit 13 Toren mehr deutlich das bessere Torverhältnis zu verzeichnen, aber im direkten Vergleich war Boluspor die bessere Mannschaft und stieg daher als Meister auf.
Zur Saison 1986/87 übernahm Kaptan den Zweitligisten Karşıyaka SK. Mit diesem Verein erreichte er die Meisterschaft der Zweitligasaison 1986/87 und damit den Aufstieg in die 1. Lig. Damit sorgte er dafür, dass der Traditionsverein nach sechzehnjähriger Abstinenz wieder in die höchste türkische Spielklasse zurückkehrte. In die 1. Lig aufgestiegen verlängerte er seinen Vertrag mit Karşıyaka. Er wurde im Sommer 1987 im Wettbewerb Goldener und Silberner Mann des Jahres, die von der Ziraat Bankası gestiftet wurde, in der Rukrik Bester Trainer hinter Mustafa Denizli als zweitbester Trainer zum Silbernen Mann gekürt. In der ersten Saison nach dem Aufstieg sorgte Kaptan dafür, dass sein Verein einer der Überraschungsmannschaften der Liga wurde und die Saison auf dem siebten Tabellenplatz beendete. In die Saison 1998/98 startete Karşıyaka mit Kaptan als Trainer. Nach dem 6. Spieltag gab Kaptan bei Karşıyaka seinen Rücktritt bekannt, nachdem er mit dem Verein zwölf Punkte sammeln konnte.
Zum 11. Spieltag der gleichen Saison übernahm er dann Ligakonkurrenten Sakaryaspor. Dieser Verein wurde im Vorjahr Sieger des Türkischen Fußballpokals und qualifizierte sich damit für den Europapokal der Pokalsieger. Kaptan spielte dadurch neben den nationalen Wettbewerben auch in diesem Pokal mit seiner Mannschaft mit. In der ersten Runde traf Sakaryaspor auf den ungarischen Vertreter Békéscsaba 1912 Előre SE und setzte sich gegen diesen durch. In der 2. Runde traf der Klub auf den deutschen Vertreter Eintracht Frankfurt und schied mit zwei Niederlagen aus dem Wettbewerb aus. Die Liga beendete Kaptan mit seinem Verein auf dem zehnten Tabellenplatz. Mit Saisonabschluss trennte sich Kaptan wieder von Sakaryaspor.
Vor der Saison 1990/91 verkündete der Zweitligist Göztepe Izmir sich mit Kaptan für eine Zusammenarbeit geeignet zu haben. Wenige Tage begann Kaptan seine Arbeit bei Göztepe. Diesen Verein betreute er bis zum Januar 1991 und trat anschließend zurück. Vor dem Start der Rückrunde übernahm er ein weiteres Mal Karşıyaka SK und ersetzte den deutsch-türkischen Trainer Yılmaz Vural. Nachdem er den stark abstiegsbedrohten Verein nicht aus der Abstiegszone befreien konnte, wurde er von der Vereinsführung entlassen und wenig später durch Hüseyin Hamamcı ersetzt.

## Tod
Am 22. Februar 2003 verstarb Kaptan in seiner Geburtsstadt Istanbul an den Folgen seiner Krankheit. Bei ihm wurde zuvor Lungenkrebs diagnostiziert.

## Erfolge

### Als Trainer
Kayserispor
- Playoffsieger der TFF 1. Lig und Aufstieg in die Süper Lig: Zweitligasaison 1978/79

Galatasaray Istanbul
- Türkischer Fußballpokalfinalist: 1979/80

Karşıyaka SK
- Meister der TFF 1. Lig und Aufstieg in die Süper Lig: 1986/87

### Als Co-Trainer
Galatasaray Istanbul
- Türkischer Meister: 1972/73
- Türkischer Fußballpokalsieger: 1972/73